# Senecio vulgaris
Tasneirinha (Senecio vulgaris) é o nome vulgar de uma planta afim da tasna, espontânea e muito frequente em Portugal, também conhecida por cardo-morto.